# جسی پلمونس
جسی پلمونس (انگلیسی: Jesse Lon Plemons؛ ‎/ˈplɛmənz/‎؛ زاده ۲ آوریل ۱۹۸۸) بازیگر آمریکایی است.

## فیلم‌شناسی
| سال  | عنوان                | نقش           | توضیحات |
| ---- | -------------------- | ------------- | --- |
| ۱۹۹۹ | تیم اول دانشکده بلوز | تامی هاربور   | |
| ۲۰۰۰ | همه اسب‌های زیبا      | جان گریدی کول | |
| ۲۰۰۲ | مانند مایک           | آکس           | |
| ۲۰۰۹ | روان‌پزشک             | جیزز          | |
| ۲۰۱۰ | برکینگ بد            | آلکویست       | مجموعه تلویزیونی                                                                                           |
| ۲۰۱۱ | پل                   |               | |
| ۲۰۱۲ | استاد                | وال داد       | |
| ۲۰۱۲ | نبردناو              |               | |
| ۲۰۱۴ | مرد خانه             | گارن سورس     | |
| ۲۰۱۴ | فارگو                | اد بلومکویست  | مجموعه تلویزیونی                                                                                           |
| ۲۰۱۴ | آلیو کیتریج          | جری مک‌کارتی   | مجموعه تلویزیونی                                                                                           |
| ۲۰۱۵ | عشاء ربانی سیاه      | کوین ویکس     | |
| ۲۰۱۵ | طرح                  | فلوید لندیس   | |
| ۲۰۱۵ | پل جاسوس‌ها           | جو مورفی      | |
| ۲۰۱۶ | دیگر مردم            | دیود مالکایی  | |
| ۲۰۱۷ | ساخت آمریکا          | شریف داونینگ  | |
| ۲۰۱۷ | آینه سیاه            | رابرت دالی    | قسمت اول فصل چهارم                                                                                         |
| ۲۰۱۸ | معاون                | کرت           | |
| ۲۰۱۸ | شب بازی              | گری           | |
| ۲۰۱۹ | مرد ایرلندی          | جیمز هوفا     | پسر جیمی هوفا                                                                                              |
| ۲۰۱۹ | ال کامینو            | تاد آلکویست   | داستانی از بریکینگ بد                                                                                      |
| ۲۰۲۱ | گشت‌وگذار در جنگل     | پرنس          | |
| ۲۰۲۳ | قاتلان ماه گل        | تام وایت      | کارگردانی این فیلم بر عهده مارتین اسکورسیزی است و توزیع آن برعهده پراموت پیکچرز و اپل تی‌وی پلاس خواهد بود. |